# باشگاه فوتبال رادکلیف بورو
باشگاه فوتبال رادکلیف بورو (به انگلیسی: Radcliffe Borough Football Club) یک باشگاه فوتبال در شهر رادکلیف اون ترنت، کشور انگلستان است که در سال ۱۹۴۹ میلادی تأسیس شده‌است.